# يوديد الفضة
 يوديد الفضة  مركب كيميائي له الصيغة AgI ويكون على شكل بلورات صفراء عديمة الرائحة.

## الخواص
- انحلالية مركب يوديد الفضة ضعيفة في كل من الماء والأحماض والقلويات.

حسب جداء انحلال المركب فإن ما ينحل من يوديد الفضة 0.03 مغ فقط لكل ليتر ماء.
KS = c [Ag+] . c [I -] = 8.5 * 10 -17
كما أنه ضعيف الانحلالية أيضاً في محاليل الأمونياك والثيوسلفات، ويخالف بذلك بوضوح كلا من كلوريد وبروميد الفضة، ولهذا الخاصية أهمية تحليلية للكشف عن مزائج من هالوجينات الفضة.
ينحل يوديد الفضة في محلول اليود وفي محاليل السيانيدات حيث يشكل معقدات منحلة.
- ينصهر يوديد الفضة إلى سائل أحمر اللون، بتبريده نحصل على صلب أصفر شاف.

## التحضير
يحضر مركب يوديد الفضة من تفاعل محلول نترات الفضة مع ملح من أملاح اليود مثل يوديد البوتاسيوم على سبيل المثال حيث يترسب يوديد الفضة على شكل راسب أصفر من المحلول حسب المعادلة:
AgNO3 + KI → AgI↓ + KNO3

## الاستخدامات
- لمركب يوديد الفضة تطبيق هام في تلقيح السحب، وذلك بسبب البنية البلورية المشابهة لبلورات الجليد، حيث يتكثف بخار الماء في طبقات الجو العليا حول النوى المتبلورة ليوديد الفضة، ومع ازدياد البخار المتكثف لا يلبث أن يتحول لقطرات من المطر أو الثلج لتسقط للأسفل بفعل الجاذبية.